# Kalendarium historii Raciborowic Górnych
Kalendarium historii Raciborowic Górnych – uporządkowany chronologicznie, począwszy od czasów najdawniejszych aż do współczesności, wykaz dat i wydarzeń z historii Raciborowic Górnych.
- 1258 – Pierwsza pisemna wzmianka o Raciborowicach jako Hartmanni villa (Hoartsdorf).
- 1399 – Pierwsza pisemna wzmianka o kościele (wzmiankowany proboszcz).
- 1468 – Pierwsza pisemna wzmianka o właścicielu folwarku we wsi, którym był  Jonne von Rydern.
- 1487 – Pierwsza pisemna wzmianka o karczmie we wsi (wzmiankowany właściciel średniej karczmy N. Behem).
- 1491 – Pierwsza pisemna wzmianka o właścicielu wsi, którym był Christph Rupprecht.
- 1492 – Pierwsza pisemna wzmianka o kamieniołomie we wsi.
- 1496 – Właścicielem wsi zostaje Georg von Zedlitz, ożeniony z Anną z domu von Schönaich.
- 1496 – Rozpoczęcie budowy renesansowego Górnego Dworu (Oberhof).
- 1500–1512 – Okres rabunków oraz morderstw przez rycerza rozbójnika „Czarnego Krzysztofa” (z rodu von Ziedlitz lub von Reisewitz) z zamku w Olszanicy.
- 1515 – Sprzedaż Dolnego Dworu (Niederhof), który staje się osobną posiadłością.
- 1540 – Zakończenie budowy renesansowego Górnego Dworu (Oberhof).
- 1551 – Przejęcie kościoła przez ewangelików.
- 1568 – Pierwsza pisemna wzmianka o wapiennikach we wsi.
- 1573 – Właścicielem wsi zostaje Anną z domu von Schönaich, wdowa po Georgu von Zedlitz wraz z synem Brendanusem.
- 1576 – Właścicielem wsi zostaje Brendanus von Zedlitz, późniejszy starosta księstwa świdnicko-jaworskiego.
- 1602 – Właścicielem wsi po śmierci Brandanusa, zostaje Nicol von Ziedlitz (syn jego młodszego brata Friedricha).
- 1627 –  Właścicielem wsi zostaje Georg von Ziedlitz.
- 1618–1648 – Wojna trzydziestoletnia.
- 1633–1642 – Oddziały cesarskie Albrechta von Wallensteina stacjonują na Grodźcu, wymuszając kontrybucje od mieszkańców wsi.
- 1642–1646 – Oddziały szwedzkie stacjonują na Grodźcu, wymuszając kontrybucje od mieszkańców wsi.
- 1646 – Udział mieszkańców wsi w zniszczeniu zamku Grodziec.
- 1654, 17 kwietnia – Decyzja cesarskiej komisji remocyjnej oddająca katolikom kościół, plebanię i szkołę.
- 1654 – Objęcie parafii przez jezuitów, jako właściciele lenna kościelnego zostają odnotowani wdowa Anna Katharina von Lestin (z domu von Ziedlitz) i Christoph von Hochberg.
- 1659 – Przeniesienie się jezuitów pod wypływem niechęci okolicznej ludności do Bolesławca.
- 1677 – Wizytacja parafii przez biskupa wrocławskiego Friedricha von Hessena.
- 1687 – Właścicielem wsi zostaje baron Maximilian von Schellendorf.
- 1687 – Wizytacja parafii przez biskupa wrocławskiego Franza Ludwiga von Pfalz-Neuburg.
- 1703 – Właścicielem wsi, po śmierci barona Maximiliana von Schellendorfa, zostaje jego wnuczka baronowa Helene Sophie Magdalene von Schellendorf  oraz jej mąż hrabia Hans Wolfgang von Frankenberg.
- 1720 – Właścicielem wsi, po śmierci hrabiego Hansa Wolfganga von Frankenberg, zostaje jego syn cesarski generał baron Josef von Frankenberg.
- 1741, 19 grudnia – Specjalne zezwolenie, króla pruskiego Fryderyka II Wielkiego, nakazujące utworzenie we wsi ewangelickiego domu modlitw i szkoły ewangelickiej.
- 1742, 6 stycznia – Pierwsza modlitwa protestancka we wsi, którą po 88 latach przerwy, odprawił pastor Johann Georg Thomas.
- 1742 – Wizyta króla pruskiego Fryderyka II Wielkiego we wsi.
- 1742, 11 marca – Otwarcie nowego domu modlitw w miejscu, w którym w 1654 pożegnalną modlitwę odprawił protestancki pastor Samuel Scholtz.
- 1744 – Właścicielem wsi, po śmierci barona  Josefa von Frankenberg, zostaje jego żona Eva Katharina von Frankenberg (z domu von Kollonitz).
- 1772 – Właścicielem wsi, po śmierci Evy Kathariny von Frankenberg, zostaje hrabia Franz von Frankenberg.
- 1784 – Właścicielem wsi, po śmierci hrabiego Franza von Frankenberg, zostaje hrabia Josef von Frankenberg.
- 1790 – Wzniesienie w miejscu domu modlitw, nowego kościoła ewangelickiego o podwójnie murowanych ścianach.
- 1791, 2 sierpnia – W wyniku uderzenia pioruna spaleniu ulega plebania przy kościele katolickim i szkoła ewangelicka.
- 1796, 26 października – Uroczyste otwarcie przebudowanego kościoła ewangelickiego.
- 1802–1805 – podział posiadłości na 50 osobnych parceli oraz dworu na niezależne części, które zamieszkiwało 6 różnych właścicieli.
- 1803–1815 – Wojny napoleońskie.
- 1813, 26 maja –  Starcie oddziału niemieckich partyzantów złożonego ze szwadronu Huzarów oraz ochotniczego oddziału Kozaków dowodzonego przez płk. Aleksandra Samjonowicza Ungera z nieznanym oddziałem wojsk napoleońskich, w wyniku którego oddział napoleoński został całkowicie rozbity, wszyscy żołnierze pochodzenia francuskiego zginęli, natomiast żołnierze pochodzenia włoskiego i hiszpańskiego zostali wzięci do niewoli.
- 1813 10 czerwca-19 sierpnia – We wsi oraz w jej okolicy stacjonują wojska napoleońskie, wymuszając kontrybucje od mieszkańców wsi.
- 1813, 21 sierpień – Splądrowanie i częściowe spalenie wsi przez oddziały korpusu marszałka Michela Neya (straty wyniosły 30.000 talarów).
- 1813, 22 sierpień – We wsi stacjonuje 8 dywizja generała Josepha Souhama oraz generał Horace Sébastiani z jedną brygadą kawalerii.
- 1825, 25 lutego – Właścicielem posiadłości dworskiej, po śmierci hrabiego Josefa von Frankenberg, zostaje królewski podkomorzy i landrat hrabia Friedrich von Frankenberg.
- 1825, 23 lipca – Posiadłość dworska zostaje odkupiona przez matkę poprzedniego właściciela, wdowę hrabinę Marię Theresę von Frankenberg (z domu von Nostitz-Rienieck).
- 1827 – We wsi znajdowały się kościół ewangelicki ze szkołą z nauczycielem oraz dwoma pomocnikami i 1 filią (2 filia znajdowała się na terenie Raciborowic Dolnych), kościół katolicki i szkoła katolicka z nauczycielem, 196 domów, 2  młyny wodne, wiatrak, browar, gorzelnia i 2 kamieniołomy wapieni.
- 1828, 25 stycznia – Właścicielem posiadłości dworskiej, po śmierci matki, zostaje ponownie hrabia Friedrich von Frankenberg.
- 1830 – Utworzenie w wyniku zapisu testamentowego po śmierci pastora Hansa fundacji przeznaczającej odsetki od 100 talarów na wolna szkołę, do kolejnych 100 talarów na podręczniki i od 1000 talarów na dom dla wdów po nauczycielach protestanckich i katolickich.
- 1840 – We wsi znajdowały się kościół ewangelicki bez pastorówki, szkoła ewangelicka z nauczycielem oraz dwoma pomocnikami i 1 filią (2 filia znajdowała się na terenie Raciborowic Dolnych), kościół katolicki z plebanią, szkoła katolicka z nauczycielem, 203 domy, 2  młyny wodne, wiatrak, gorzelnia,  wapiennik, 6 gospód i 5 kamieniołomów wapienia, 21 rzemieślników i 7 handlarzy w tym handlarz delikatesów.
- 1846, 23 stycznia  – król pruski Fryderyka Wilhelma IV wydaje nakaz w sprawie majątku.
- 1852 – Właścicielem praw do dworu zostaje porucznik królewski hrabia Josefa von Frankenberg, syn hrabiego Friedricha von Frankenberg.
- 1852, 25 czerwca – Sprzedaż przez ostatniego właściciela, hrabiego Josefa von Frankenberg, nieistniejących już w rzeczywistości prawa do dworu mistrzowi krawieckiemu Antoniemu Menzelowi z Warty Bolesławieckiej za kwotę 10 srebrnych groszy, który zrezygnował z wykonywania wszystkich przynależnych mu praw.
- 1862, 27 lutego – Nadprezydent prowincji śląskiej Johanna Eduarda von Schleinitza wydaje poszerzony nakaz w sprawie majątku.
- 1864 –  Wieś zamieszkiwało 36 kmieci i 203 chałupników w tym kupiec, 6 handlarzy, 6 tkaczy i 21 jeden innych rzemieślników. Znajdował się kościół katolicki z plebanią oraz ze szkołą z nauczycielem, kościół ewangelicki z pastorówką oraz ze szkołą z 1 filią (2 filia znajdowała się na terenie Raciborowic Dolnych), 2 młyny wodne, wiatrak, kamieniołom oraz wapiennik.
- 1869 – Otwarcie apteki.
- 1872, 1 października – Otwarcie urzędu pocztowego.
- 1884 – Dobudowa do kościoła ewangelickiego neogotyckiej wieży, projektu architekta bolesławieckiego Petera Gansela.
- 1896–1898 – Budowa drogi powiatowej z Iwin o długości 6,9 km.
- 1906, 10 kwietnia – Otwarcie stacji kolejowej na linii kolejowej kolejki bolesławieckiej Bolesławiec Wschód – Nowa Wieś Grodziska.
- 1914 – Rozpoczęcie budowy cementowni przez Saksońsko-Czeskie Towarzystwo Cementowe (Sächsich-Böhmische Portlandzementgesselschaft).
- 1927 – Rozpoczęcie działalności cementowni pod nazwą Kalkwerk Groß Hartmmnnsdorf G.m.b.H. in Groß Hartmmnnsdorf bei Bunzlau in Schlesien.
- 1941–1945 – Lokalizacja we wsi obozu jeńców sowieckich, pracujących w cementowni.
- 1945, 13 lutego – Zajęcie wsi przez wojska sowieckie, w potyczce koło dworca kolejowego zostały zniszczone 4 czołgi niemieckie.
- 1945 – Zniszczenie pomnika wojennego bohaterów wojny francusko-pruskiej wraz tablicami z nazwiskami poległych w I wojnie światowej przez żołnierzy sowieckich.
- 1945 – Zamknięcie kościoła ewangelickiego.
- 1945–1946 –  Zasiedlenie wsi przez przesiedleńców z Kresów Wschodnich, repatriantów z Jugosławii i Francji oraz osadników z centralnej Polski.
- 1946 – Rozpoczęcie działalności jednostki Ochotniczej Straży Pożarnej.
- 1947 – Rozpoczęcie działalności szkoły podstawowej (późniejsza Szkoła Podstawowa im. Henryka Sienkiewicza).
- 1948 – Rozpoczęcie działalności przez klub piłkarski „Budowlani”, rozpoczynający rozgrywki w klasie C.
- 1949 – Pierwsze projekcje filmów we wsi przy użyciu poniemieckiego projektora na szeroką taśmę firmy Bauer z lampą żarową.
- 1949 – Otwarcie boiska piłkarskiego oraz kortu tenisowego na terenie wcześniej służącym do ćwiczeń organizacji Hitlerjugend.
- 1950, 1 maja – Rozpoczęcie działalności kina „Kujawy”.
- 1951, 18 października – Rozpoczęcie działalności przez biblioteke (późniejsza biblioteka publiczną im. Adama Mickiewicza).
- 1957 – Awans klubu piłkarskiego „Budowlani” do klasy B.
- 1958 – Rozpoczęcie działalności PGR-u należącego do Wojewódzkiego Szpitala dla Nerwowo i Psychicznie Chorych w Bolesławcu, w którym pracowali pacjenci znający się na hodowli zwierząt  i uprawie roli.
- 1962 – Awans klubu piłkarskiego „Budowlani” do klasy A.
- 1967, 13 grudnia  – Doszło do przerwania grobli zbiornika osadów poflotacyjnych przy kopalni miedzi w Iwinach, fala powodziowa idąca w górę dolinę Bobrzycy, zatrzymała się w Raciborowicach Dolnych i nie dotarła do wsi.
- 1969 – Przeniesienie szkoły do nowego budynku w Raciborowicach Dolnych zbudowanego w ramach akcji „1000 szkół na 1000-lecie”.
- 1976 – Zawieszenie ruchu pasażerskiego na linii kolejki bolesławieckiej.
- 1978 – We wsi było 114 indywidualnych gospodarstw rolnych.
- 1981 – Awans klubu piłkarskiego „Budowlani” do klasy okręgowej.
- 1984 – Reorganizacja klubu piłkarskiego klub „Cement” rozpoczyna rozgrywki od grupy legnicko-jeleniogórskiej.
- 1984 – Awans klubu piłkarskiego „Cement” do klasy międzyokręgowej.
- 1985, 26 października – Nadanie imienia Adama Mickiewicza Bibliotece Publicznej.
- 1986 – Zakończenie działalności PGR-u należącego do Wojewódzkiego Szpitala dla Nerwowo i Psychicznie Chorych w Bolesławcu.
- 1986 – Założenie zespołu folklorystycznego „Podgrodzianki”, wykonujący piosenki bośniackie, bukowińskie i polskie
- 1987 – Zakończenie produkcji w cementowni „Podgrodzie”.
- 1991 – Upadłość cementowni „Podgrodzie”.
- 1993–1994 – 100% skanalizowanie wsi.
- 1994 – Przejęcie klubu piłkarskiego przez gminę Warta Bolesławiecka i zmiana nazwy klubu piłkarskiego na Gminny Klub Sportowy „Raciborowice”.
- 1994 – Awans Gminnego Klubu Sportowego „Raciborowice” do klasy międzyokręgowej
- 1995 – Odkupienie cementowni „Podgrodzie” przez firmę Klösters.
- 1998–2002 – Podłączenie wsi do sieci gazowej.
- 2000, 28 listopada– Zamknięcie dla ruchu linii kolejowej decyzją nr TK–1k–4–367/2000 Ministra Transportu i Gospodarki Morskiej.
- 2008, 26 września – Założenie Stowarzyszenia Miłośników Wsi Raciborowice.
- 2010 – Wyróżnienie dla wsi w konkursie organizowanym przez Urząd Marszałkowski Województwa Dolnośląskiego dla sołectw i gmin uczestniczących w Odnowie Wsi Dolnośląskiej „Piękna Wieś Dolnośląska 2010” w kategorii Najpiękniejsza Wieś Dolnośląska.
- 2014 – Awans Gminnego Klubu Sportowego „Raciborowice” do klasy okręgowej.